# Charles Yohane
Charles Yohane (Harare, 26 de agosto de 1973 — Soweto, 14 de fevereiro de 2022) foi um ex-futebolista profissional zimbabuano que atuava como meia.

## Carreira
Charles Yohane representou o elenco da Seleção Zimbabuense de Futebol no Campeonato Africano das Nações de 2004 e 2006.

### Morte
Foi encontrado morto em 14 de fevereiro de 2022, após ser baleado por supostos ladrões de automóveis.